# Башалија
Башалија (мкд. Башали, тур. Başılı) је насеље у Северној Македонији, у југоисточном делу државе. Башалија је насеље у оквиру општине Валандово.

## Географија
Башалија је смештена у југоисточном делу Северне Македоније. Од најближег града, Валандова, насеље је удаљено 20 km северно.
Насеље Башалија се налази у историјској области Бојмија. Насеље је положено на јужним падинама планине Плавуш, на приближно 420 метара надморске висине.
Месна клима је измењена континентална са значајним утицајем Егејског мора (жарка лета).

## Становништво
Башалија је према последњем попису из 2002. године била без становника.
Већинско становништво у насељу били су Турци (спонтано се иселили у матицу после Другог светског рата), а претежна вероисповест месног становништва ислам.